# Cobalt (magazine)
Cobalt (コバルト, Kobaruto) est un magazine de prépublication de shōjo shōsetsu bimestriel, édité par Shūeisha depuis mai 1976. 